# 6952 Niccolò
6952 Niccolò là một tiểu hành tinh vành đai chính với chu kỳ quỹ đạo là 1804.5414896 ngày (4.94 năm).
Nó được phát hiện ngày 4 tháng 5 năm 1986.